# Hunnewell (Kansas)
Hunnewell és una població dels Estats Units a l'estat de Kansas. Segons el cens del 2000 tenia 83 habitants.

## Demografia
Segons el cens del 2000, Hunnewell tenia 83 habitants, 24 habitatges, i 21 famílies. La densitat de població era de 66,8 habitants/km².
Dels 24 habitatges en un 58,3% hi vivien nens de menys de 18 anys, en un 79,2% hi vivien parelles casades, en un 8,3% dones solteres, i en un 12,5% no eren unitats familiars. En el 8,3% dels habitatges hi vivien persones soles el 4,2% de les quals corresponia a persones de 65 anys o més que vivien soles. El nombre mitjà de persones vivint en cada habitatge era de 3,46 i el nombre mitjà de persones que vivien en cada família era de 3,76.
Per edats la població es repartia de la següent manera: un 42,2% tenia menys de 18 anys, un 4,8% entre 18 i 24, un 27,7% entre 25 i 44, un 19,3% de 45 a 60 i un 6% 65 anys o més.
L'edat mediana era de 28 anys. Per cada 100 dones de 18 o més anys hi havia 100 homes.
La renda mediana per habitatge era de 16.875 $ i la renda mediana per família de 49.375 $. Els homes tenien una renda mediana de 67.917 $ mentre que les dones 23.750 $. La renda per capita de la població era de 12.729 $. Entorn del 13,3% de les famílies i el 20,7% de la població estaven per davall del llindar de pobresa.

## Poblacions més properes
El següent diagrama mostra les poblacions més properes.